# Журавлівська сільська рада (Тульчинський район)
| Журавлівська сільська рада — колишній орган місцевого самоврядування у Тульчинському районі Вінницької області з адміністративним центром у с. Журавлівка. Сільській раді були підпорядковані населені пункти: - с. Журавлівка - с. Маяки |

## Склад ради
Рада складалася з 16 депутатів та голови.

## Керівний склад сільської ради
| ПІБ                      | Основні відомості                                                                   | Дата обрання | Дата звільнення |
| ------------------------ | ----------------------------------------------------------------------------------- | ------------ | --------------- |
| Ліньов Олег Анатолійович | Сільський голова , 1968 року народження, освіта, член Соціалістичної партії України | 26.03.2006   | 31.10.2010      |
| Ліньов Олег Анатолійович | Сільський голова , 1968 року народження, освіта вища                                | 31.10.2010   |                 |

Примітка: таблиця складена за даними джерела